# LXDE
LXDE (Lightweight X11 Desktop Environment) je okruženje radne površine otvorenog izvornog koda objavljeno pod GPL licencom. Prva verzija objavljena je 2006. godine. Namijenjeno je operativnom sustavu Unix i drugim platformama usaglašenim s POSIX-om, kao što je Linux.
LDXE je iznimno brzo okruženje radne površine čija je jedna od glavnih karakteristika niska potrošnja energije. Iznimno dobro radi na računalima niskih i umjerenih performansi kao što su netbook računala i druga mala prijenosna računala. Dizajnirano je za mreže u oblaku kao što je lokalni freifunk oblak ili kao što su globalni Internetski oblaci. Može se koristiti na različitim Linux distribucijama, kao što su Ubuntu, Debian ilI Fedora. Standardna je opcija za Knoppix i Lubuntu, a podržana je i na sustavima OpenSolaris i BSD. Ono pruža brzo okruženje radne površine koje se lako povezuje s aplikacijama u oblaku i podržava brojne programe koji mogu biti lokalno instalirani pod Linuxom. Podržane su brojne arhitekture, uključujući Intel, MIPS i ARM.

## Vanjske poveznice
- Službena stranica  Arhivirana inačica izvorne stranice od 17. svibnja 2010. (Wayback Machine)